# Арское поле
Арское поле (тат. Арча кыры) — широкая равнина (поле), во времена позднего средневековья занимавшая площадь непосредственно к востоку от Казанского кремля, ограниченная реками Казанкой и Булаком.

## История
С середины XIV века Арское поле становится известным в русских летописях. Названо так по имени проживавших там некогда ари или аринов, родственных удмуртам и переселившихся туда с берегов Енисея вместе с монголами около середины XIII века. Со времен правления великого князя владимирского и московского Дмитрия Донского, и до эпохи Ивана Грозного, взявшего её окончательно в 1552 году, Арское поле часто становится ареной схваток между русскими и татарами.
Через поле пролегал важный военно-торговый Арский тракт, связывавший Арск с Казанью. Поэтому уже с XIV века в поле заканчивались все распри и в июне организовывались ярмарки, куда приезжали купцы с товарами из Москвы, Твери, Новгорода Великого, Нижнего Новгорода, Пскова, Китая, Индии, Персии, Средней Азии (позднее ярмарки перенесенные в Макарьев). В XVI веке, по мере ослабления остатков Золотой Орды, Арское поле превратилось в арену постоянных столкновений между русскими и казанскими войсками. На Арском поле также развернулись кровопролитные сражения между русскими и казанцами в 1552 году.
Во второй половине 10 июля 1774 года на Арское поле выводил свои войска Емельян Пугачёв.

## Современность
С конца XIX века поле начали постепенно застраивать дачами представители казанской элиты. На окраине города возникло христианское Арское кладбище. Затем здесь появились и современные жилые кварталы, располагавшиеся вдоль ул. Арское Поле, позднее Арская, в 1928 году переименована протоколом комиссии Казгорсовета в улицу Николая Ершова. Часть территории занимает парк Горького.